# Красные браслеты (телесериал, Россия — Украина)
«Кра́сные брасле́ты» — российско-украинский драматический телесериал, созданный компаниями «FILM.UA» и «АВК продакшн». Является адаптацией одноимённого испанского телесериала.
Теглайн: «Один за всех и все за Жизнь…»
Премьера телесериала состоялась на украинском телеканале «СТБ» 25 ноября 2017 года. Все 12 серий были показаны непрерывно за один день с 07:05 до 19:00[значимость факта?].
Премьера телесериала в России состоялась 6 августа 2018 года на Первом канале. Серии выходили в эфир с понедельника по четверг в 23:30[значимость факта?]. Заключительная серия вышла в эфир 23 августа 2018 года.
Телесериал можно увидеть на YouTube-канале кинокомпании FILM.UA. Цифровая премьера телесериала проходит в сотрудничестве с благотворительным фондом «Таблеточки».

## Сюжет
В детском корпусе многопрофильной больницы шестеро пациентов-подростков решают объединиться в группу «Красные браслеты», чтобы вместе преодолевать возникающие трудности.
Один из них находится в коме, но его слышит другой из ребят и через него тот общается со всеми остальными.

## Персонажи

### «Красные браслеты»
| Актёр              | Роль                                                                                        |
| ------------------ | ------------------------------------------------------------------------------------------- |
| Филипп Ершов       | Олег (Лидер) болен раком берцовой кости                                                     |
| Кузьма Котрелёв    | Дима (Второй лидер) болен раком берцовой кости                                              |
| Денис Парамонов    | Антон (Умный) залечивает серьёзные переломы после автомобильной аварии                      |
| Глеб Калюжный      | Илья (Красивый) † страдал от серьёзных проблем с сердцем (умер в 9 серии во время операции) |
| Азамат Алиев       | Ромка (Незаменимый) пребывал в коме, в 11 серии вышел из комы                               |
| Стася Милославская | Кристина (Девчонка) лечится от анорексии                                                    |

### Близкие родственники «Красных браслетов»
| Актёр              | Роль                                |
| ------------------ | ----------------------------------- |
| Мария Шалаева      | Юля сестра Олега                    |
| Ольга Сутулова     | Лена мама Димы                      |
| Сергей Юшкевич     | Сергей папа Димы                    |
| Александр Ильин    | Александр Трофимович дедушка Антона |
| Евгений Цыганов    | Никита папа Ильи                    |
| Каролина Грушка    | Ася мачеха Ильи                     |
| Мадлен Джабраилова | Марина мама Ромки                   |
| Дарья Мороз        | Алёна мама Кристины                 |
| Андрей Казаков     | Константин папа Кристины            |

### Сотрудники больницы
| Актёр                | Роль                                         |
| -------------------- | -------------------------------------------- |
| Анна Михалкова       | Анна Марковна заведующая отделением хирургии |
| Сергей Удовик        | Андрей Валентинович кардиохирург             |
| Сергей Фишер         | Владимир Иванович хирург                     |
| Алёна Лаптева        | Вера Павловна нутрициолог                    |
| Степан Девонин       | Денис клинический ординатор                  |
| Сергей Овчинников    | Александр Николаевич невролог                |
| Дарья Савельева      | Маша медсестра                               |
| Любовь Мульменко     | медсестра из отделения химиотерапии          |
| Александра Авдонина  | медсестра                                    |
| Евгения Чекмарёва    | медсестра                                    |
| Александр Молочников | Саша санитар                                 |
| Кирилл Каганович     | Гриша санитар                                |
| Евгений Сытый        | Коля санитар                                 |
| Ирина Анохина        | медсестра из отделения химиотерапии          |

### Пациенты больницы
| Актёр               | Роль                                  |
| ------------------- | ------------------------------------- |
| Владас Багдонас     | Владас друг Олега                     |
| Николай Рябков      | сосед Владаса                         |
| Александр Кузнецов  | Женя соперник Олега                   |
| Владимир Надеин     | друг Жени                             |
| Семён Шемес         | друг Жени                             |
| Тихон Муханов       | Сева сосед Антона, «вампир»           |
| Роман Македонский   | Максим сосед Антона                   |
| Артемий Савостьянов | Толик друг Ильи                       |
| Алина Гвасалия      | Люба соседка Ромки                    |
| Алёна Швиденкова    | Оля соседка Кристины                  |
| Сергей Походаев     | Кирилл мальчик, который видит будущее |

### Другие
| Актёр               | Роль                                  |
| ------------------- | ------------------------------------- |
| Ирина Качалова      | учительница русского языка            |
| Всеволод Лисовский  | учитель математики                    |
| Александр Кащеев    | сотрудник фирмы, производящей протезы |
| Владимир Мишуков    | папа Максима                          |
| Василиса Перелыгина | одноклассница Димы                    |
| Олег Ерёмин         | игрок в покер                         |
| Людмила Ячменева    | игрок в покер                         |
| Юрий Колганов       | игрок в покер                         |

## Эпизоды
| Сезон | Сезон | Серии | Период трансляции |
| ----- | ----- | ----- | ----------------- |
|       | 1     | 12    | 25 ноября 2017    |

### Сезон 1
| № серии | Премьера   | Название серии                                                                                 | Описание серии |
| ------- | ---------- | ---------------------------------------------------------------------------------------------- | --- |
| 1       | 25.11.2017 | Глава первая, в которой Дима, Антон и Илья попадают в больницу, а Олег решает сколотить банду  | Олег, который уже два года лечится от рака, решает организовать в больнице команду. У него есть рецепт идеальной группы, который подсказал ему его старший друг Владас. В её состав обязательно должны входить: «лидер», «второй лидер», «незаменимый», «умный», «красивый» и «девчонка». В палату к Олегу подселяют нового пациента — Диму, и они вместе начинают собирать банду. |
| 2       | 25.11.2017 | Глава вторая, в которой Дима лишается ноги, но приобретает новых друзей                        | Олег помогает Диме пережить сложную операцию и адаптироваться к жизни в больнице. Дима включается в поиск членов команды, для которой уже выбрано название — «Красные браслеты». |
| 3       | 25.11.2017 | Глава третья, в которой «Красные браслеты» впервые собираются полным составом                  | Ребятам остаётся найти двух членов группы: «умного» и «красивого». Им легко удаётся отыскать недостающих кандидатов, и «Браслеты», наконец, собираются в полном составе. |
| 4       | 25.11.2017 | Глава четвёртая, в которой «Красные браслеты» помогают своему лидеру побороть страх            | Олегу назначают новый курс химиотерапии, он пытается отказаться, но врачи непреклонны — болезнь прогрессирует. Тогда «Браслеты» разрабатывают тайную операцию, чтобы поддержать своего лидера. |
| 5       | 25.11.2017 | Глава пятая, в которой Илья и Кристина временно дезертируют                                    | «Браслеты» дежурят в процедурной, где Олег проходит курс химиотерапии. Ребята полны решимости всеми способами поддержать своего лидера, однако, выясняется, что это не так просто. Также нелегко, оказывается, научиться принимать помощь со стороны и бесстрашно смотреть в глаза собственным страхам.                                                                            |
| 6       | 25.11.2017 | Глава шестая, в которой «Браслеты» осознают силу спорта и изобразительного искусства           | «Браслетам» выпадает возможность прогуляться на свежем воздухе и поиграть на баскетбольной площадке. Однако, оказывается, что за «место под солнцем» придётся побороться. Команду ждёт баскетбольный матч с бандой Жени, победитель которого выигрывает право распоряжения площадкой.                                                                                              |
| 7       | 25.11.2017 | Глава седьмая, в которой лидер бьётся на дуэли, а второй лидер получает поцелуй                | Олег и Женя устраивают своеобразную дуэль: гонки на колясках в подвале. Дима готовится к экзамену. В палате Антона появляется мальчик, способный предсказывать будущее. |
| 8       | 25.11.2017 | Глава восьмая, в которой Кристина и Дима ругаются с родителями, но находят друг друга          | Олегу не удаётся собрать деньги для первого взноса на протез. Тогда он решается на отчаянный шаг: с помощью Антона попытаться выиграть необходимую сумму в покер. В это время Дима окончательно понимает, что Кристина — самый близкий для него человек. |
| 9       | 25.11.2017 | Глава девятая, в которой Олег и Илья вспоминают о самом важном                                 | «Браслеты» готовят сюрприз для Олега: приближается день его рождения, и банда планирует устроить настоящий праздник. Ребятам кажется, что нет ничего важнее организации торжества для своего лидера, но они забывают, что по-прежнему находятся в больнице. Илье делают операцию на сердце, но во время операции он умирает.                                                       |
| 10      | 25.11.2017 | Глава десятая, в которой «Браслеты» понимают, что вместе они способны преодолеть все трудности | «Браслеты» тяжело переживают смерть Ильи. Они проходят все стадии скорби: от «отрицания» до «принятия». |
| 11      | 25.11.2017 | Глава одиннадцатая, в которой все поют                                                         | Ромку готовят к операции, и «Браслеты» исполняют песню, чтобы поддержать его. Между Кристиной и Димой происходит откровенный разговор. Тем временем в больнице появляется загадочная девочка, которая вызывает повышенное внимание Антона. |
| 12      | 25.11.2017 | Глава двенадцатая, в которой всё заканчивается                                                 | Троих членов банды выписывают, наступает время прощаться. Олег понимает, что должен во что бы то ни стало поговорить с Кристиной перед тем, как она покинет стены больницы. |

## Награды и номинации
- 2015 — III Национальный кинофестиваль дебютов «Движение»:
  - призы:
    - в категории «Гран-при»
    - в категории «Лучшая режиссёрская работа» (Наталия Мещанинова)[4]
- 2015 — IV премия проекта «Сноб» «Сделано в России — 2015»
  - режиссёр Наталия Мещанинова вошла в лонг-лист в номинации «Кинопремьера»[5]
- 2015 — VII Фестиваль российского игрового и документального кино «Человек, познающий мир»
  - приз «За яркое авторское высказывание в сериальном формате»[6]
- 2016 — VII Одесский международный кинофестиваль
  - участие во внеконкурсной программе «Сериалы!»[7]

## Съёмочный процесс
- Для создания телесериала были объединены усилия продакшн-компаний России и Украины. В проекте заняты актёры из обеих стран, несмотря на непростую политическую ситуацию между ними[8].
- Кастинги детей и молодых актёров прошли в Москве, Киеве, Санкт-Петербурге и Минске[9].
- Актёры, играющие подростков, не были в онкологической больнице, читали блоги перенёсших химиотерапию и целый месяц тренировались играть в баскетбол на инвалидных колясках вместе со спортсменами-паралимпийцами[10].
- Съёмки сериала длились 5 месяцев[11]: стартовали 5 июля[10] и завершились в конце ноября 2014 года[12].
- Одним из режиссёров сериала должна была стать Оксана Бычкова[13][14].
- Съёмки сериала прошли в Москве, Красногорске, Туапсе и Барселоне.
- Автор идеи сериала, Альберт Эспиноса, узнав о премьере, решил поддержать проект и передал привет команде сериала:

«Я уверен, что ваша версия сериала „Красные браслеты“ станет успешной! У вас она вышла очень хорошей. И ваши актёры обязательно станут звёздами, также, как это произошло в Германии и Италии. Я консультировал режиссёров в этих странах. В Германии, как и в Италии, сериал стал ещё популярнее, чем в Испании. Секрет успеха, по-моему, ещё и в том, что зритель заранее знает, что история базируется на ситуациях из моей собственной жизни. Именно поэтому они смотрят на это иначе, а история проникает прямо в сердце. Я думаю, необходимо понять и проявить уважение к болезни. Для меня этот сериал — и о раке, и о дружбе… Удачи вам, друзья!»

## Мнения о сериале
Сериал получил неоднозначные оценки критиков.

«Миссия „Красных браслетов“ видится простой, но благородной: показать широкой аудитории, что даже самых тяжелобольных людей нельзя вычёркивать из общественной жизни, что борьба с недугом и его преодоление — один из лучших способов самосовершенствования. Наконец — что в больнице образуется свой микрокосм, и все врачи, гости и пациенты запросто могут стать персонажами увлекательной истории. Несмотря на остроту социальной темы, „Красные браслеты“ зрелище исключительно зрительское — с интригами, юмором, романтикой и всем полагающимся»— Илья Радаев, «Фильм Про»

«Сериал жизнеутверждающий и пробуждает самые добрые чувства»— Анна Балуева, «Комсомольская правда»

«История получилась отчасти сказочная, светлая, но заставляющая зрителя почувствовать сострадание к тем, кому намного хуже, чем тебе»— Светлана Хохрякова, «Московский комсомолец»

«По-моему, этот полноценный теледебют Наталии Мещаниновой похож на кино. На научно-фантастическое, разыгранное в ослепительных интерьерах, своего рода больничный cover „Отроков во Вселенной“… Всё по лекалам сериала-оригинала, но довольно убедительно — для фантастического, по сути, проекта о космической клинике, стерильные лабиринты которой заливает не скорбь, но свет»— Вадим Рутковский, «Сноб»

«При такой тяжёлой для повествования темы Мещаниновой удалось снять лёгкое и живое кино»— Элеонора Лукьянова и Анастасия Фанышева, «HELLO! Россия»

«Далекая от реализма, но превосходно написанная и сыгранная драма»— Антон Долин, «Вести ФМ»

«Оригинальный, в общем, подход к подзатёртому жанру молодёжного кино»— Максим Журавлев, Газета.Ru

«Вовсе не социальная драма, а в чём-то даже мистический реализм, не страшная история о пациентах, а местами смешная и поразительно трогательная история о дружбе, любви, надежде. О том, что даже тяжело больные дети — прежде всего люди, которым нельзя отказывать в праве на простые радости и которым любовь и забота нужны не меньше, чем всем остальным. Об этом Мещанинова говорит без надрыва. Здесь нет ни грамма спекуляции, только талантливые работы актёров, качественные диалоги, красивый видеоряд, неплоские характеры и по-прежнему во многом табуированная для российских зрителей тема. Именно потому так важно, чтобы „Красные браслеты“ показали по телевизору»— Наталия Григорьева, «Независимая газета»